# Улица Антифашистичке борбе
| Улица Антифашистичке борбе                     | Улица Антифашистичке борбе |
| ---------------------------------------------- | -------------------------- |
|                                                |                            |
| Општина                                        | Нови Београд               |
| Почетак                                        | Булевар Михаила Пупина     |
| Крај                                           | Улица Јурија Гагарина      |
| Дужина                                         | 1800 m                     |
| Названа                                        | 2008                       |
| Стари називи                                   | Пролетерске солидарности   |
|                                                |                            |
|                                                |                            |
| Улица Антифашистичке борбе, поглед ка аутопуту |                            |

Улица Антифашистичке борбе (стари назив улица Пролетерске солидарности, до 2008) налази се у Београду, главном граду Србије, у градској општини Нови Београд.

## Рута
Улица Антифашистичке борбе почиње на Булевару Михаила Пупина. Скреће на југозапад и прелази Булевар Зорана Ђинђића, Булевар Арсенија Чарнојевића (који припада делу европске руте Е75 ), Булевар Милутина Миланковића и Булевар хероја са Кошара. Затим скреће на југ, непосредно пре завршетка на раскрсници улица Јурија Гагарина и Савског Насипа

## Архитектура
Црква Светог Симеона Мироточивог налази се на бр. 2а.

## Образовање
На бр. 75  је вртић "Пчелица".
Десета београдска гимназија, посвећена Михајлу Пупину, налази се у улици Антифашистичке борбе бр. 1а; основана је као Мушка гимназија краља Александра Првог у Београду 1933. године.

## Економија
На крају улице је трговачки центар на отвореном Бувљак.

## Превоз
Железничка станица Нови Београд се налази у овој улици. 
Улицу такође опслужује неколико аутобуских линија  ГСП Београд, и то линије 17 (Коњарник - Земун Горњи град), 18 (Медаковић 3 - Земун/Бачка), 60 (железничка станица Зелени венац - Нови Београд), 67 (Зелени венац - Нови Београд Блок 70а), 68 (Зелени венац - Нови Београд Блок 70), 70 (Бежанијска коса - Икеа), 74 (Бежанијска коса - Миријево 3), 88 (Земун /Кеј ослобођења/ - Нови Железник), 89 (Видиковац - Чукаричка Падина - Нови Београд Блок 61), 94 (Блок 45 - Миљаковац I), 95 (Блок 45 - Борча III), ЕКО1 (Вуков споменик - насеље Белвил), АДА 5 (Бежанијска коса - Ада Циганлија).
Неколико трамвајских линија такође пролази делом улице: линије 7 (Устаничка - Блок 45), 9 (Бањица - Блок 45), 11 (Калемегдан - Блок 45)  и 13 (Блок 45 - Баново брдо).